# Lucarré
Lucarré – miejscowość i gmina we Francji, w regionie Nowa Akwitania, w departamencie Pireneje Atlantyckie.
Według danych na rok 1990 gminę zamieszkiwało 65 osób, a gęstość zaludnienia wynosiła 20 osób/km² (wśród 2290 gmin Akwitanii Lucarré plasuje się na 1109. miejscu pod względem liczby ludności, natomiast pod względem powierzchni na miejscu 1525.).